# Luis Resto
Luis Resto, født Luis Edgardo Resto (født 14. maj 1969) er en Detroit-baseret musiker, der har arbejdet tæt sammen med rappereren Eminem, siden dennes fjerde studiealbum, "The Eminem Show".